# Marcipalina detersa
Marcipalina detersa là một loài bướm đêm trong họ Erebidae.